# 乙部町
乙部町（日语：／ Otobe chō */?）是日本北海道檜山振興局中部鄰日本海的一個城鎮，位於渡島半島西部，以丘陵地形為主，少有平原。人口主要集中在海岸邊。部分沿海區域位於檜山道立自然公園的範圍內。當地以漁業和農業為主，生產馬鈴薯、大豆和草莓等農產品；漁業方面，主要漁獲包括烏賊和黃線狹鱈等。
町名源自阿伊努語的「o-to-un-pe」，意思是河口有湖的河川，這裡指的河川被認為是姬川。

## 歷史
傳說在1443年就已有日本人因當地豐富的漁產，從越後、佐渡、能登來到此地居住，到了1789年，開始成為千石產所。1869年戊辰戰爭末期，明治政府軍為了進攻舊幕府軍（蝦夷共和國），由山田顯義率領的1,300人的軍隊曾經從此處登陸。
- 1979年：設置乙部村戶長役場和三谷村戶長役場。
- 1902年4月1日：乙部村和三谷村合併為乙部村，並成為北海道二級村。
- 1965年10月1日：改制為乙部町。

## 交通

### 機場
- 函館機場（位於函館市）
- 乙部直升機起降場

### 道路
| 一般國道 - 國道229號 - 國道276號 - 國道277號 | 道道 - 北海道道460號乙部厚澤部線 - 北海道道461號乙部港線 - 北海道道1061號旭岱鳥山線 |

### 巴士
- 函館巴士

## 觀光景點
| - 檜山道立自然公園 - 元和台海濱公園 - 緣桂 - 乙部鮪之岬的安山岩柱狀節理（北海道指定天然記念物） | - 元和台海洋慶典（每年7月） - 八幡神社例大祭（每年八月14日-16日） - 緣桂森林慶典（每年秋分當日） |

## 教育

### 中學校
- 乙部町立乙部中學校

### 小學校
| - 乙部町立乙部小學校 - 乙部町立榮濱小學校 | - 乙部町立姬川小學校 | - 乙部町立明和小學校 |

## 姊妹市・友好都市

### 海外
- 境內的「緣桂」與中國湖南省張家界市的重歡樹」於2005年5月25日締結友好姊妹樹。[5]

## 外部連結
- （日語）檜山廣域行政組合（页面存档备份，存于）